# Nueva Tenochtitlán, Cintalapa
Nueva Tenochtitlán är en ort i Mexiko.   Den ligger i kommunen Cintalapa och delstaten Chiapas, i den sydöstra delen av landet, 600 km sydost om huvudstaden Mexico City. Nueva Tenochtitlán ligger 795 meter över havet och antalet invånare är 1 640.
Terrängen runt Nueva Tenochtitlán är kuperad. Runt Nueva Tenochtitlán är det ganska glesbefolkat, med 26 invånare per kvadratkilometer. I omgivningarna runt Nueva Tenochtitlán växer huvudsakligen savannskog.